# 科布多城

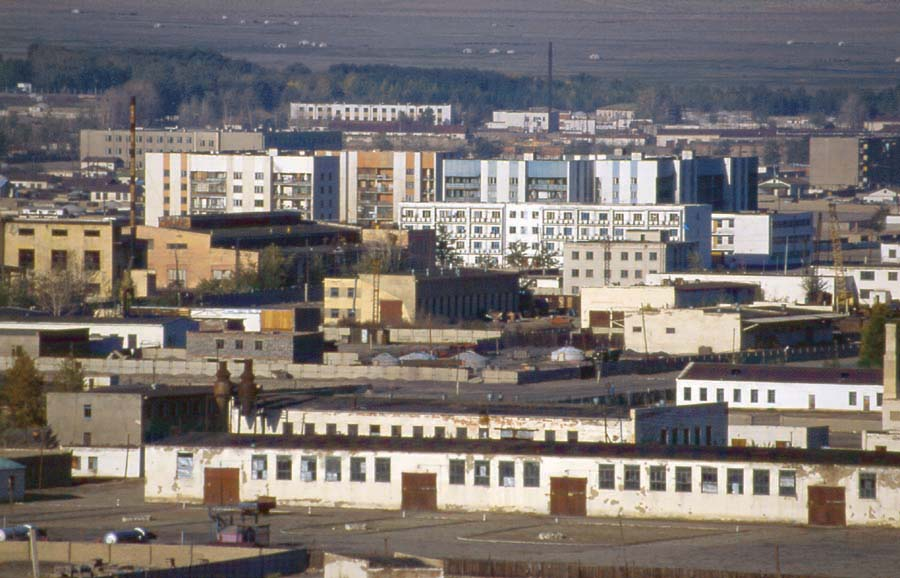
科布多市區

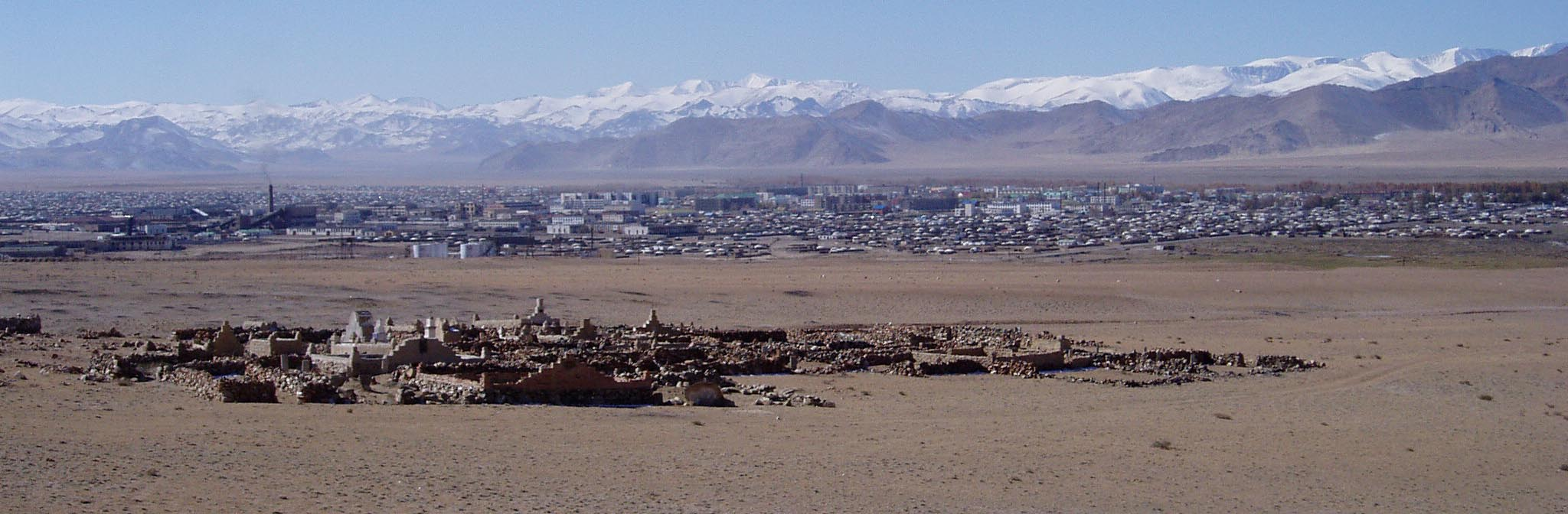
科布多城远景，城前方是两座墓地

科布多城，简称科城，是蒙古國西部城市，科布多省的省會。
科布多城官方行政区的正式名称为扎尔嘎兰特苏木。

## 历史
明清之際，科布多一带屬蒙古杜爾伯特部。清朝乾隆年間滅準噶爾後成為中國領土。科布多城始建於雍正八年（1730年），因其瀕臨科布多河而得名。乾隆年間因洪水而廢。乾隆三十二年（1767年）於布彥圖河（今布彥特河）沿岸修築新城，為科布多參贊大臣駐地，為外蒙古西部重鎮。
宣統三年（1911年）庫倫的第八世哲布尊丹巴呼圖克圖在俄國支持下宣佈獨立。1912年，黑喇嘛丹畢堅贊、马克思尔扎布、达木丁苏隆率外蒙古軍隊進攻科布多。科布多參贊大臣溥𨬔堅守數月，等待新疆方面的援軍。但新疆省政府受到俄國阻撓，未能發兵來援。駐守清軍力戰不敵，科布多城於1912年8月失陷。

### 科布多舊城
科布多舊城有東、西、南三個城門。東門曰“迎祥門”，西門曰“延慶門”，南門曰“福匯門”，其名皆為乾隆四十一年丙申（1776年）御賜。科布多參贊大臣衙署在城中西南隅。參贊大臣衙署東面有公館一座，道光十九年（1839年）改為科布多幫辦大臣衙署。城北有關帝廟。城西北角有士兵土房及監獄一處。南門外為商鋪區。城外東南有先農壇。城東六十里屯田處有山川風雲雷雨壇。1912年，科布多舊城被外蒙古軍隊焚毀。

## 地理
科布多城位于阿尔泰山北麓，海拔1200米，城区面积约20平方公里。城东25公里处有哈爾烏蘇湖（意为黑水湖），并设有国家级的马罕自然保护区。科布多城是蒙古国西部重要的交通枢纽，有民用的科布多机场，並有往返烏魯木齊的航線。

### 行政区划
科布多城原属布彦特苏木（Буянт сум）。自1992年起，科布多城及郊区被单独划为扎噶兰特苏木（Жаргалант сум）。布彦特苏木以西另有一科布多苏木（Ховд сум），其行政中心也叫做“科布多”。

## 经济
科布多城经济以农牧业为主，在当地以出产西瓜和西红柿而著名，有洗毛、食品加工等产业。
科布多城设有科布多师范学院，是该省唯一一所高等学校，成立于1979年。

## 氣候
科布多城处于温带荒漠性气候，冬季漫长、寒冷、干燥，夏季短暂、温暖。降水稀少且非常集中于夏季。
| 科布多城          | 科布多城      | 科布多城      | 科布多城    | 科布多城    | 科布多城    | 科布多城    | 科布多城    | 科布多城    | 科布多城    | 科布多城    | 科布多城    | 科布多城      | 科布多城     |
| 月份              | 1月           | 2月           | 3月         | 4月         | 5月         | 6月         | 7月         | 8月         | 9月         | 10月        | 11月        | 12月          | 全年         |
| ----------------- | ------------- | ------------- | ----------- | ----------- | ----------- | ----------- | ----------- | ----------- | ----------- | ----------- | ----------- | ------------- | ------------ |
| 平均高温 °C（°F） | −16.3 (2.7)   | −12 (10)      | 0.3 (32.5)  | 11.1 (52.0) | 19.1 (66.4) | 23.8 (74.8) | 24.7 (76.5) | 23.4 (74.1) | 21.2 (70.2) | 9.0 (48.2)  | −2.3 (27.9) | −12.9 (8.8)   | 7.1 (44.8)   |
| 平均低温 °C（°F） | −29.9 (−21.8) | −27.1 (−16.8) | −14.7 (5.5) | −3.5 (25.7) | 4.6 (40.3)  | 10.3 (50.5) | 12.3 (54.1) | 10.0 (50.0) | 3.9 (39.0)  | −4.7 (23.5) | −15.7 (3.7) | −25.6 (−14.1) | −6.7 (19.9)  |
| 平均降水量 mm（） | 1.4 (0.06)    | 0.9 (0.04)    | 2.3 (0.09)  | 5.9 (0.23)  | 9.5 (0.37)  | 26.5 (1.04) | 35.0 (1.38) | 22.7 (0.89) | 10.6 (0.42) | 4.6 (0.18)  | 1.8 (0.07)  | 1.6 (0.06)    | 122.8 (4.83) |
| 来源：香港天文台  |               |               |             |             |             |             |             |             |             |             |             |               |              |

## 人口
2007年，科布多城人口为28601。有喀尔喀人、哈萨克人、乌克兰人、乌兹别克人、卡尔梅克人等民族居住。

### 引用
1. ↑  《清史稿》地理志
2. 1 2  《科布多政務總冊》卷一